# Once and Again
Once and Again (Começar de Novo, em Portugal e Brasil) foi uma série de televisão estadunidense criada por Marshall Herskovitz e Edward Zwick.
Foi transmitida originalmente na ABC de 21 de setembro de 1999 a 15 de abril de 2002.

## Sinopse
Lily Manning (Sela Ward) é uma mãe nos 40 que vive em Deerfield, Illinois. Recentemente separada do marido, Jake (Jeffrey Nordling), Lily fazia o melhor que podia para criar as duas filhas, a adolescente insegura e ansiosa Grace de 14 anos (Julia Whelan), e a inocente Zoe de 9 (Meredith Deane). Lily era uma mãe que, em palavras suas, "queria sempre estar segura". Agora vê-se pela primeira vez na vida sem direção porque a vida que tinha imaginado para si e para a sua família estava a fugir-lhe.
Embora ajudada pela irmã, Judy (Marin Hinkle), que lhe arranjou emprego na sua livraria My Sister's Bookstore, sentia-se ainda muito ansiosa pelo futuro. Até que um dia conhece Rick Sammler (Billy Campbell) no gabinete do presidente do conselho executivo do liceu da filha Grace.
Rick era um pai divorciado, sócio num atelier de arquitectura, Sammler/ Cassili Associates, localizada na baixa de Chicago. Rick tinha-se divorciado da mulher Karen (Susanna Thompson) há já três anos, com quem teve dois filhos, Eli (Shane West), um jogador de basquetebol no liceu de 16anos que sofre de problemas de aprendizagem e a sensível Jessie (Evan Rachel Wood), de 12 anos e que anseia para que a família volte-se a unir.
Lily e Rick partilham uma atração imediata e mútua e começam a sair juntos. Formam uma relação que vai causar problemas nas vidas de ambos. Jake, que quer remodelar e reabrir o restaurante da família, mantém uma relação ainda boa com os pais de Lily o que os faz ficar cépticos quanto à relação de Lily com Rick. Grace também contra a relação pois acredita que os pais podem retomar. Judy que não tem grande imagem de Rick apoia a irmã. Karen, uma advogada preocupa-se se a relação de Rick não lhe irá tirar os filhos, particularmente Jessie, mais frágil e envergonhada.
As histórias de Once and Again exploram a magia e a dificuldade de começar de novo uma relação, tendo uma dinâmica de famíla, divórcios , pais e filhos por detrás.

## Elenco
- Sela Ward como Lily Manning
- Bill Campbell como Rick Sammler
- Jeffrey Nordling como Jake Manning
- Susanna Thompson como Karen Sammler
- Shane West como Eli Sammler
- Julia Whelan como Grace Manning
- Evan Rachel Wood como Jessie Sammler
- Meredith Deane como Zoe Manning
- Marin Hinkle como Judy Brooks
- Mischa Barton como Katie Singer (2001-2002)
- Jennifer Crystal como Christie Parker (2000-2001)
- Ever Carradine como Tiffany Porter (2001-2002)
- Steven Weber como Sam Blue (2001-2002)
- David Clennon como Miles Drentell (2000-2001)
- Ashley Tisdale como Marni (2000)

## Episódios

### Primeira temporada (1999-2000)
1. Pilot
2. Let's Spend the Night Together
3. The Scarlet Letter Jacket
4. Liars and Other Strangers
5. There Be Dragons
6. A Dream Deferred
7. The Ex-Files
8. The Past is Prologue
9. Outside Hearts
10. Thanksgiving
11. Where There's Smoke
12. The Gingerbread House
13. Mediation
14. Sneaky Feelings
15. The Mystery Dance
16. Daddy's Girl
17. Unfinished Business
18. Strangers and Brothers
19. Cat-In-Hat
20. My Brilliant Career
21. Letting Go
22. A Door, About to Open

### Segunda temporada (2000-2001)
1. Wake Up, Little Susie
2. BookLovers
3. I Can't Stand Up for Falling Down
4. Feast or Famine
5. Ozymandias 2.0
6. Food For Thought
7. Scribbling Rivalry
8. Learner's Permit
9. Life Out of Balance
10. Love's Laborer's Lost
11. hieves Like Us
12. Suspicion
13. Edifice Wrecked
14. The Other End of the Telescope
15. Standing Room Only
16. Aaron's Getting Better
17. Forgive Us Our Trespasses
18. Best of Enemies
19. Armageddon - Part 1
20. Won't Someone Please Help George Bailey Tonight - Part 2
21. Moving On
22. The Second Time Around

### Terceira temporada (2001-2002)
1. Busted
2. The Awful Truth
3. Kind of Blue
4. Acting Out
5. Destiny Turns On The Radio
6. Jake and the Women
7. Chaos Theory
8. The Sex Show
9. Tough Love
10. Pictures
11. Taking Sides
12. Gardenia
13. Falling in Place
14. The Gay-Straight Alliance
15. One Step (Parent) Backward
16. Aaron's List of Dreams
17. Experience Is the Teacher
18. Losing You
19. Chance of a Lifetime

## Premiações
- Emmy Awards 2000 : Melhor Actriz numa Série Dramática para Sela Ward
- Globo de Ouro 2001 : Melhor Actriz numa Série Dramática para Sela Ward